# 山田みちしろ
山田 みちしろ（やまだ みちしろ、本名：山田 道代、1949年 - ）は、日本の男性元アニメーター、キャラクターデザイナー。亜細亜堂所属。

## 経歴
Aプロダクション（現・シンエイ動画）では『元祖天才バカボン』、『ガンバの冒険』などの原動画を担当。亜細亜堂には設立時より参加し『フクちゃん』、『燃える!お兄さん』、『それいけ!アンパンマン』、劇場アニメの『ぼのぼの』などでキャラクターデザイン、作画監督を務める。
子供向け低頭身のキャラクターを得意にしているベテランアニメーターの一人で、芝山努と小林治が実質的に経営の方に専念している中、ひょうひょうとした人柄で社内のアニメーターを纏める中心的な役割を担っていた。亜細亜堂の柱である「ファミリー向け」作品の信頼性やクオリティは山田の腕によるところが大きかったと言える。『まんが日本昔ばなし』の演出作画も多く手がけ、休みには社内の人間を誘って旅行や別荘へ出かけていた。『クレヨンしんちゃん』などを手掛けたアニメーション監督、原恵一を海外旅行へ誘ったのも山田である。
2014年、アニメーターとして第一線を退いて後進に後を譲ったが、『それいけ!アンパンマン』では現在でもキャラクターデザインとして前田実とともにクレジットされている。

## 主な参加作品

### テレビアニメ
- 天才バカボン（1971年 - 1972年）動画
- 赤胴鈴之助（1972年 - 1973年）動画
- 侍ジャイアンツ（1973年 - 1974年） 原画
- はじめ人間ギャートルズ（1974年 - 1976年）原画
- まんが日本昔ばなし（1975年 - 1991年）演出・作画
- 元祖天才バカボン（1975年 - 1977年）動画・原画
- ガンバの冒険（1975年）動画・原画
- おれは鉄兵（1977年 - 1978年）原画
- まんがこども文庫（1978年）演出・作画
- 新・ど根性ガエル（1981年）絵コンテ・演出[2]
- とんでモン・ペ（1982年 - 1983年）動画
- フクちゃん（1982年 - 1984年）キャラクターデザイン・作画監督
- 燃える!お兄さん（1988年）キャラクターデザイン・作画監督
- それいけ!アンパンマン（1988年 - [3]）キャラクターデザイン[4]
- ちびまる子ちゃん（第1期：1990年 - 1992年、第2期：1995年 - ）作画監督
- 忍たま乱太郎（1994年 - ）絵コンテ・演出・作画監督
- あずきちゃん（1995年 - 1998年）作画監督
- わんころべえ（1996年 - 1997年）キャラクターデザイン・総作画監督[5]
- さくらももこ劇場 コジコジ（1997年 - 1999年）演出・作画監督・原画
- バーバパパ 世界をまわる（1999年）演出・作画監督
- とっとこハム太郎（2000年 - 2006年）作画監督
- ニャニがニャンだー ニャンダーかめん（2000年 - 2001年）絵コンテ・原画
- かいけつゾロリ（2004年）原画
- まじめにふまじめ かいけつゾロリ（2005年 - 2007年）原画
- ドラえもん（2013年）原画

### 劇場アニメ
- パンダコパンダ（1972年12月17日）動画
- パンダコパンダ 雨ふりサーカスの巻（1973年3月17日）動画
- がんばれ!!タブチくん!!（1979年11月10日）キャラクターデザイン・原画
- がんばれ!!タブチくん!! 第2弾 激闘ペナントレース（1980年5月3日）キャラクターデザイン
- がんばれ!!タブチくん!! 初笑い第3弾 あゝツッパリ人生（1980年12月13日）キャラクターデザイン・絵コンテ
- 21エモン 宇宙へいらっしゃい!（1981年8月1日）作画監督
- 対馬丸 —さようなら沖繩—（1982年）作画監督
- 県立海空高校野球部員山下たろーくん（1988年9月23日）キャラクターデザイン・作画監督
- それいけ!アンパンマン キラキラ星の涙（1989年3月11日）キャラクターデザイン[6]
- それいけ!アンパンマン ばいきんまんの逆襲（1990年7月14日）キャラクターデザイン[7]
- ちびまる子ちゃん（1990年12月15日）作画
- それいけ!アンパンマン とべ! とべ! ちびごん（1991年7月20日）キャラクターデザイン[8]
- ぼのぼの（1993年11月13日）キャラクターデザイン・作画監督
- それいけ!アンパンマン ぼくらはヒーロー（1997年7月26日）キャラクターデザイン[9]
- それいけ！アンパンマン アンパンマンとおかしな仲間（1998年7月25日）キャラクターデザイン[10]
- まじめにふまじめ かいけつゾロリ なぞのお宝大さくせん（2006年3月11日）原画
- 映画かいけつゾロリ だ・だ・だ・だいぼうけん!（2012年12月22日）第一原画
- クレヨンしんちゃん ガチンコ!逆襲のロボとーちゃん（2014年4月19日）原画

### OVA
- 県立海空高校野球部員山下たろーくん（1988年）作画監督
- がきデカ（1989年）キャラクターデザイン・作画監督